# Linnea Axelsson
Pour les articles homonymes, voir Axelsson.
Linnea Axelsson, née le 10 décembre 1980 à Porjus dans le comté de Norrbotten en Suède, est une poétesse, romancière et historienne de l'art suédoise.

## Biographie
Linnea Axelsson naît en 1980 à Porjus, une localité de la commune de Jokkmokk situé dans le comté de Norrbotten. Elle étudie les sciences humaines et obtient en 2009 un doctorat à l'université d'Umeå.
Après avoir publié plusieurs recueils de poésie dans les années 2000, elle signe son premier roman,  Tvillingsmycket, en 2010. Avec le recueil de poésie Ædnan paru en 2018, qui raconte l'histoire de deux familles samis du XXe siècle, elle obtient plusieurs prix littéraires en Suède, dont le prix August.

## Œuvre

### Romans et recueils de poésie
- Viskningar vittnen (2003)
- Detta är ett rån (2004)
- Kaos är en vän till mig (2008)
- Tvillingsmycket (2010)
- Ædnan (2018)
- Magnificat (2022)

### Études sur l'histoire de l'art
- Sittande skulpturer: nomaden i det utvidgade fältet (2004)
- Blyets barnaskara: ett försök att försjunka till Richard Serras ansiktlighet (2005)
- Bildning och känsla i konsthistorisk metod (2006)
- Det leende landskapet in Med landskapet bakom (2007)
- Omfamningar. Rummets och gränsens meningar. Om Louise Bourgeois och Rachel Whitereads verk (2009)

## Prix et distinctions
- Bourse Gerard Bonnier (sv) 2010[4].
- Prix August en 2018 pour Ædnan[5].
- Prix littéraire Svenska Dagbladets (sv) en 2018 pour Ædnan[6].
- Bourse Eric et Ingrid Lilliehööks (sv) 2018[7].
- Prix littéraire Studieförbundet Vuxenskolans (sv) 2018[8].
- Prix littéraire Norrland (sv) 2019[9].